# Nation River (Yukon River)
Der Nation River ist ein rund 112 Kilometer langer rechter Nebenfluss des Yukon Rivers im Westen des kanadischen Yukon-Territorium und im Osten Alaskas.

## Verlauf
Der Fluss entspringt in den West Nahoni Mountains im Yukon-Territorium. Er fließt anfangs westwärts und überquert bei Flusskilometer 74 südlich des Indian Grave Mountain die kanadisch-amerikanische Grenze. Anschließend wendet sich der Nation River nach Südwesten und mündet 50 Kilometer nordwestlich von Eagle in den Yukon River. Der Unterlauf des Nation River liegt im Yukon-Charley Rivers National Preserve.
Von 1897 bis 1898 erlangte der Fluss durch eine Kohlemine in Mündungsnähe eine gewisse Bedeutung.

## Name
Die Bezeichnung der Ureinwohner Alaskas für den Fluss wurde 1883 von Lieutenant Frederick Schwatka als Tahkandik dokumentiert. Spurr vom United States Geological Survey (USGS) verwendete 1898 die Schreibweise „Tahkandit“. Der von F. C. Schrader, ebenfalls vom USGS, 1896 eingeführte englische Name wird heute offiziell verwendet.